# Thelymitra variegata
Thelymitra variegata là một loài thực vật có hoa trong họ Lan. Loài này được (Lindl.) P.J.Müll. miêu tả khoa học đầu tiên năm 1865.